# موت قاسي مع انتقام
موت قاسي مع انتقام أو داي هارد 3 هو فيلم حركة وتشويق عُرض عام 1995. شارك في إنتاج الفيلم وأخرجه جون مكتيرنان (الذي أخرج فيلم داي هارد الأول) وكتبه جوناثان هنسلي، وذلك اعتمادًا على سيناريو سيمون يقول لهنسلي وعلى الشخصيات التي ألفها رودريك ثورب لروايته لا شيء يستمر إلى الأبد الصادرة عام 1979. داي هارد 3 هو الفيلم الثالث في سلسلة داي هارد، وذلك بعد داي هارد 2 (1990). تلاه الجزء الرابع بعنوان عش بحرية أو مت بقوة (2007) والخامس بعنوان يوم جميل للموت بقوة (2013).
لعب دور البطولة في هذا الفيلم بروس ويليس بدور الملازم جون مكلين في قسم شرطة نيويورك وصامويل إل. جاكسون بدور زوس كارفر زميل مكلين المتردد وجيرمي أيرونز بدون سايمون غروبر شقيق هانز غروبر. صدر هذا الفيلم بتاريخ التاسع عشر من مايو عام 1995 مواجهًا ردود فعل متنوعة وأصبح أعلى الأفلام تحقيقًا للأرباح خلال ذلك العام.

## الحبكة
في أواخر صيف عام 1994 في مدينة نيويورك، بعد خمس سنوات من انتهاء أحداث الجزء الثاني، يتعرض متجر بونويت تيلر للتدمير بقنبلة تنفجر خلال فترة الازدحام الصباحي. يتلقى قسم شرطة مدينة نيويورك رسالة من شخص اسمه «سايمون» يدعي المسؤولية عن التفجير. يهدد سايمون بتفجير قنبلة أخرى ما لم توافق الشرطة على طلبه بإرسال ضابط الشرطة الملازم جون مكلين إلى حي هارلم المشهور بكون غالبية سكانه من السود، مرتديًا لباسه الداخلي فقط وحاملًا لوحة مكتوبًا عليها «أنا أكره الزنوج»؛ يوافق قسم شرطة نيويورك على هذا الطلب.
ينجو مكلين بعدها من حشد غاضب من الرجال السود بفضل زوس كارفر، الذي كان كهربائيًا وصاحب متجر في الجوار. ينسحب مكلين وكارفر إلى مقر قسم الشرطة، وهناك يعلمان بسرقة كمية كبيرة من المتفجرات الثنائية السائلة المستخدمة في تفجير بونويت. يتصل سايمون مرة أخرى طالبًا من كل من مكلين وكارفر اتباع تعليماته المستمرة.
يرسل سايمون إلى الاثنين سلسلة من ألغاز الأطفال التي تقودهم في النهاية للوصول إلى محطة مترو وول ستريت على بعد 90 مبنى وبمهلة 30 دقيقة فقط لإيقاف قنبلة موضوعة على قطار الخط الثالث المتجه إلى بروكلين. يركب مكلين مترو الأنفاق في حين يقود كارفر سيارته إلى الموقف. على الرغم من أن كارفر يستجيب لمكالمة سايمون ومكلين يحدد مكان القنبلة، لكن سايمون يفجرها مباشرة بعد أن يكون مكلين قد رماها عن القطار الموجود في المحطة، مسببًا خروج القطار عن مساره وملحقًا الضرر بمحطة المترو. لدى عودة مكلين وكارفر للاجتماع بالشرطة، يقابلهما عملاء لمكتب التحقيقات الفدرالية (إف بي آي)، ويكشفون لهما أن سايمون هو «بيتر كينغ» الضابط السابق في جيش ألمانيا الشرقية، والذي يعمل الآن كجندي مرتزقة. لكن اسم كريغ الحقيقي هو سايمون بيتر غروبر، وهو شقيق هانز غروبر الذي قتله مكلين قبل سنوات في لوس أنجلوس.
يتصل سايمون لاحقًا بالشرطة مع علمه بوجود عملاء الإف بي آي برفقتهم، وذلك ليخبرهم بأنه قد زرع قنبلة في مدرسة عامة في مدينة نيويورك، وهي مجهزة بمفجر راديوي معد للانفجار لدى استخدام فرق الإف بي آي والشرطة. يخبرهم سايمون بأنه سوف يرسل موقع المدرسة إلى مكلين وكارفر إذا استمرا بلعب ألعابه، لكنه يهددهم بأن إخلاء أي مدرسة سوف يؤدي إلى تفجير القنبلة. عندما ينطلق مكلين وكارفر إلى مهمة سايمون الجديدة، تنظم الشرطة جميع موظفي نيويورك لتفتيش المدارس مستخدمين الاتصال برقم الطوارئ (911) كوسيلة للتنسيق فيما بينهم.
مع استمرار مكلين وكارفر في حل أحاجي سايمون، يدرك مكلين أن سايمون يستخدم قنبلة المدرسة كوسيلة لتشتيت انتباه الشرطة بعيدًا عن أضرار قنبلة وول ستريت. يعودان إلى وول ستريت ليجدا أن سايمون قد استخدم فرق إصلاح مزيفة لحفر طريق إلى البنك الاحتياطي الفدرالي في نيويورك وسرقة سبائك ذهبية بقيمة 140 مليار دولار عن طريق شاحنات القمامة. يلحقان بالشاحنات إلى قناة مائية في خط مدينة نيويورك المائي الثالث. يطلب مكلين من كارفر الاستمرار في لعبة سايمون في حين يكمل ملاحقة الشاحنات.
يقتل مكلين عددًا من رجال سايمون داخل القناة ، ليكتشف أنهم يحملون لفة من العملات النقدية من فئة الربع دولار. يدمر سايمون سدًا مؤقتًا ما يؤدي إلى إغراق القناة، لكن مكلين يهرب من خلال فتحة تصريف ليصل إلى جانب كارفر. بعد النجاة من مطاردة بالسيارات مع رجال سايمون الذين لاحقوا كارفر واكتشاف أنهم يحملون أيضًا لفات من عملات الربع دولار، يدركان أن لفة العملات هي تعرفة عبور جسر مأجور، ويتجهان إلى مركب بحري ناقل في منطقة لونغ آيلاند ساوند. يتسللان إلى المركب، ويقعان في الأسر بعد أن يعلما أن السبائك الذهبية ليست موجودة على متنه.
يؤكد سايمون شكوك مكلين قائلًا إن القنبلة المزروعة في المدرسة (التي عُثر عليها باستخدام الأدلة التي قدمها سايمون، لكن تبين فيما بعد أنها دمية) كانت خدعة لتشتيت انتباه الشرطة، ثم يقيد مكلين وكارفر إلى القنبلة الحقيقية. يقول إنه سوف يفجر الناقلة معيدًا توزيع السبائك في منطقة مرفأ لونغ آيلاند ساوند، وذلك بهدف تدمير الأنظمة الاقتصادية العالمية. قبل أن يغادر سايمون، يطلب منه مكلين مازحًا بعض الأسبرين للتخلص من أعراض ما بعد السكر التي أصابته، الأمر الذي وجده سايمون مضحكًا. يصدف أن مكلين يحمل معه عبوة أسبرين ويرميها إلى مكلين. بعد أن يغادر سايمون، يمرر مكلين قطاعة أكبال إلى كارفر الذي يفك قيودهما. يهربان من الناقلة قبل لحظات من انفجار القنبلة وإغراقها.
بعد استجواب مكلين وكارفر من قبل الشرطة، يذكر مكلين أن السبائك لم تكن على الناقلة. يلاحظ مكلين أن مصدر عبوة الأسبرين هو موقف شاحنات موجود في مقاطعة كيبك على الحدود الكندية الأمريكية. يصل مكلين وكارفر وبقية الشرطة إلى مستودع قريب من موقف الشاحنات ليجدوا سايمون ورجاله يوزعون السبائك ويخططون للهرب. تلقي الشرطة القبض على بقية رجال سايمون، في حين يحاول سايمون الهرب مع صديقته كاتيا بواسطة طائرة مروحية، متوقفًا فقط لإطلاق النار على مكلين وكارفر. يطلق مكلين -الذي كان مسلحًا فقط بمسدس صغير- النار على كبر كهربائي كبير موجود فوق المروحية ليسقط عليها ويقتل سايمون وكاتيا. بعد ذلك يقنع كارفر مكلين بالتحدث إلى زوجته هولي التي كان قد انفصل عنها.

## وصلات خارجية
- موت قاسي مع انتقام على موقع IMDb (الإنجليزية)
- موت قاسي مع انتقام على موقع ميتاكريتيك (الإنجليزية)
- موت قاسي مع انتقام على موقع الموسوعة البريطانية (الإنجليزية)
- موت قاسي مع انتقام على موقع روتن توميتوز (الإنجليزية)
- موت قاسي مع انتقام على موقع نتفليكس (الإنجليزية)
- موت قاسي مع انتقام على موقع قاعدة بيانات الأفلام العربية
- موت قاسي مع انتقام على موقع ألو سيني (الفرنسية)
- موت قاسي مع انتقام على موقع Turner Classic Movies (الإنجليزية)
- موت قاسي مع انتقام على موقع أول موفي (الإنجليزية)
- موت قاسي مع انتقام على موقع بوكس أوفيس موجو (الإنجليزية)